# Rúben Macedo
Rúben Daniel Fonseca Macedo, noto semplicemente come Rúben Macedo (Amarante, 9 marzo 1996), è un calciatore portoghese, attaccante del Gyeongnam.

## Caratteristiche tecniche
È un'ala sinistra.

## Carriera
Nato ad Amarante, ha mosso i primi passi nella squadra della città prima di venire acquistato dal Porto nel 2007.
Ha esordito con la squadra riserve il 1º febbraio 2015 disputando l'incontro di Segunda Liga vinto 4-0 contro il Covilhã.